# Stefan Holm
Stefan Christian Holm (Forshaga, Suecia, 25 de mayo de 1976) es un atleta sueco retirado, que era especialista en salto de altura. Fue campeón olímpico en los Juegos de Atenas 2004.

## Trayectoria
Comenzó en el deporte jugando al fútbol, pues su padre era portero del un equipo de la cuarta división sueca. Fue en 1991 cuando se decidió definitivamente por el salto de altura y empezó a entrenar en serio.
En los Campeonatos de Europa Junior de 1995 celebrados en Nyíregyháza, Hungría, ocupó la 5.ª posición.
Su primera gran competición senior fueron los Campeonatos del Mundo en pista cubierta de París 1997, donde fue finalista ocupando la 8.ª posición con 2.25.
En 1998 fue 8.º en los Campeonatos de Europa al aire libre de Budapest con 2.27 Ese año superó por primera vez la barrera de los 2.30 saltando 2.33 en Eurajoki, Finlandia, la 5.ª mejor marca mundial del año.
En 1999 fue 6.º e n los Mundiales en pista cubierta de Maebashi, Japón, y 10.º en Mundiales al aire libre de Sevilla. Acabó el año en la 8.ª posición del ranking mundial con 2.32 logrados en Berlín.
En 2000 se quedó a las puertas del podio en los Campeonatos de Europa en pista cubierta de Gante, donde fue 4.º con 2.32
Pocas semanas antes de los Juegos Olímpicos de Sídney 2000 hizo en Helsinki su mejor marca personal con 2.34, la 6.ª de mejor del año. Ya en Sídney, rozó la medalla olímpica con un salto de 2.32 la misma altura que el medallista de plata, el cubano Javier Sotomayor, pero que a Holm solo le valió el 4.º puesto debido al mayor número de saltos nulos realizados. Fue una extraña competición marcada por la lluvia, en la que los seis saltadores que ocuparon de la 2.ª a la 7.ª posición realizaron idéntica marca.
En 2001 consiguió su primera gran victoria ganando el oro en los Campeonatos del Mundo en pista cubierta de Lisboa con 2.32, por delante del ucraniano Andrey Sokolovsky y del otro sueco Staffan Strand, ambos con 2.29 En Campeonatos del Mundo al aire libre de Edmonton de ese mismo año acabó en 5.ª posición con 2.30
En 2002 fue 2.º en los Campeonatos de Europa en pista cubierta de Viena, siendo superado por su compatriota Staffan Strand. Idéntica posición ocupó en los Campeonatos de Europa al aire libre de Múnich ese mismo año, donde esta vez fue batido por el ruso Jaroslav Rybakov. En ese año volvió a mejorar su marca personal, elevándose hasta los 2.35 en Zúrich, que le situaron 5.º del ranking mundial del año.
En 2003 logró revalidar en Birmingham el título de campeón mundial en pista cubierta con un gran salto de 2.35 Pocas semanas antes había saltado 2.36 en la pista cubierta de Arnstadt, su mejor marca personal. En los Campeonatos del Mundo al aire libre de París de ese año ganó la medalla de plata con 2.32 por detrás del sudafricano Jacques Freitag que hizo 2.35
Su mejor salto del año al aire libre fue de 2.34 logrado en Rethimnó y acabó 3.º del ranking mundial.
El año 2004 fue el de su definitiva consagración, realizando su mejor temporada. Ya en el mes de febrero logró saltar 2.37 en Estocolmo (en pista cubierta), su mejor marca personal. En marzo ganó en Budapest su tercer título consecutivo de campeón mundial en pista cubierta elvándose sobre 2.35
Su triunfo más importante llegaría en los Juegos Olímpicos de Atenas, donde partía como uno de los grandes favoritos. La final se celebró el de septiembre y Holm fue el único saltador capaz de superar el listón sobre 2.36 lo que fue suficiente para ganar el oro. La medalla de plata fue para el estadounidense Matt Hemingway (2.34) y la de bronce para el checo Jaroslav Bába (2.34)
Holm era el primer sueco que ganaba un oro olímpico en salto de altura. Además con 2.36 acabó líder del ranking mundial del año al aire libre.
En los Campeonatos de Europa en pista cubierta de Madrid 2005 consiguió la victoria, y además hizo el mejor salto de su vida, superando por primera vez la mítica barrera de los 2.40 Era la 4.ª mejor marca mundial de todos los tiempos en pista cubierta, y se convertía también uno de los diez únicos saltadores de la historia que han saltado por encima de los 2.40 Su gran rival el ruso Rybakov solo pudo ser 2.º pese a realizar también un gran salto de 2.38
Parecía que en la temporada de verano volvería a ser el gran dominador y que podría ganar su primer título mundial al aire libre en los mundiales de Helsinki 2005. Sin embargo realizó un papel discreto, y en un concurso marcado por las malas condiciones climatológicas solo pudo ser 7.º con un mejor salto de 2.29 El título se lo llevó de forma sorprendente el ucraniano Yuri Krymarenko con 2.32
Ese año su mejor salto al aire libre fue de 2.36 logrado en Roma, que le situaron 3.º del ranking mundial.
En 2006 fue 5.º en los Campeonatos del Mundo en pista cubierta de Moscú con 2.30 y ganó la medalla de bronce en los Campeonatos de Europa al aire libre de Gotemburgo con 2.34. El título se lo llevó el joven ruso Andrey Silnov con 2.36, que además fue líder mundial de año.

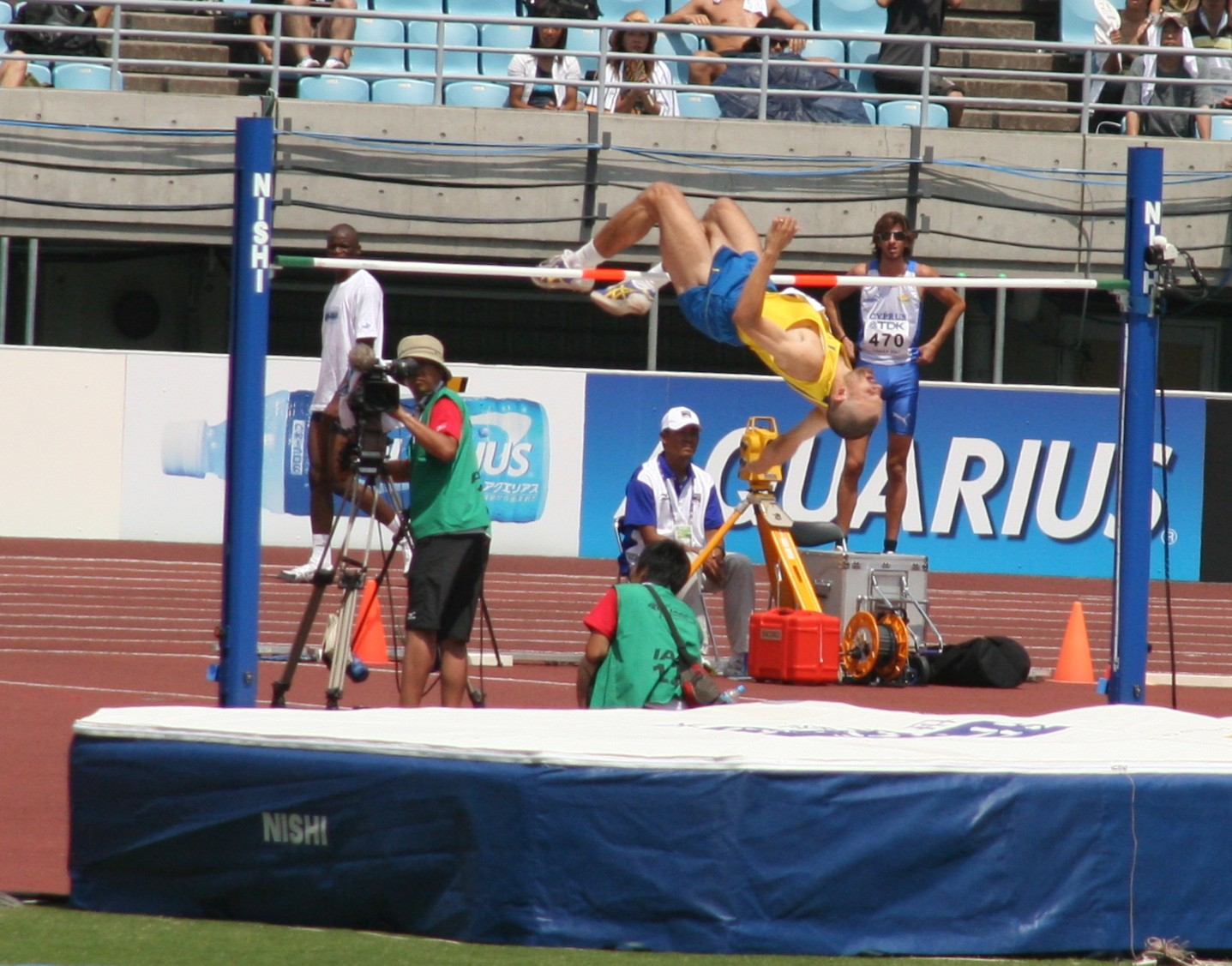
Stefan Holm en Osaka 2007.

En los mundiales de atletismo de Osaka en 2007 solo logró alcanzar el 4.º puesto con una marca de 2.33, siendo superado por tres atletas con una marca de 2.35.
En el Mundial en Pista Cubierta de Valencia, realizó un excepcional concurso alcanzando los 2.38 y logrando el primer puesto. Tuvo dos nulos en 2.30 y le costó pasar esa altura. El Ruso Rybakov alcanzó los 2.32, por lo que Holm lo intentó con 2.34. En esas el Ruso voló hacia 2.36 y Holm sorprendió a todos saltando sobrado los 2.38 a la primera.
Stefan Holm mide 1.81 m, lo que es bastante poco para un saltador de altura. Tiene el récord de ser el saltador que ha logrado saltar más centímetros por encima de su propio cuerpo, con 59 cm
Pese a ser campeón olímpico, sus mejores marcas las ha logrado en pista cubierta.
Aparte de sus éxitos internacionales ha sido siete veces campeón nacional de Suecia, cuatro al aire libre (2003, 04, 05 y 06) y tres en pista cubierta (2003, 04 y 06)
Junto a la también saltadora de altura Kajsa Bergqvist, el triplista Christian Olsson y la heptaleta Carolina Klüft, es una de las grandes figuras del atletismo sueco, que vive uno de sus momentos de mayor esplendor.
Actualmente reside en Karlstad y pertenece al equipo Kils AIK.

## Resultados
| Año  | Competición                  | Lugar      | Puesto | Marca |
| ---- | ---------------------------- | ---------- | ------ | ----- |
| 1997 | Campeonato del Mundo Indoor  | París      | 8.º    | 2.25  |
| 1998 | Campeonato de Europa         | Budapest   | 7.º    | 2.27  |
| 1999 | Campeonato del Mundo Indoor  | Maebashi   | 6.º    | 2.25  |
| 1999 | Campeonato del Mundo         | Sevilla    | 10.º   | 2.25  |
| 2000 | Campeonato de Europa Indoor  | Gante      | 4.º    | 2.32  |
| 2000 | Juegos Olímpicos             | Sídney     | 4.º    | 2.32  |
| 2001 | Campeonato del Mundo Indoor  | Lisboa     | 1.º    | 2.32  |
| 2001 | Campeonato del Mundo         | Edmonton   | 5.º    | 2.30  |
| 2002 | Campeonato de Europa Indoor  | Viena      | 2.º    | 2.30  |
| 2002 | Campeonato de Europa         | Múnich     | 2.º    | 2.29  |
| 2003 | Campeonatos del Mundo Indoor | Birmingham | 1.º    | 2.35  |
| 2003 | Campeonato del Mundo         | París      | 1.º    | 2.32  |
| 2004 | Campeonato del Mundo Indoor  | Budapest   | 1.º    | 2.35  |
| 2004 | Juegos Olímpicos             | Atenas     | 1.º    | 2.36  |
| 2005 | Campeonato de Europa Indoor  | Madrid     | 1.º    | 2.40  |
| 2005 | Campeonato del Mundo         | Helsinki   | 7.º    | 2.29  |
| 2006 | Campeonato del Mundo Indoor  | Moscú      | 1.º    | 2.30  |
| 2006 | Campeonato de Europa         | Gotemburgo | 3.º    | 2.34  |
| 2008 | Campeonato del Mundo Indoor  | Valencia   | 1.º    | 2.38  |
| 2008 | Juegos Olímpicos             | Pekín      | 4.º    | 2.32  |

## Marcas personales
- Al aire libre

- 2.37 cm (outdoors in Athìna, GRE - 13/7-2008)

- En pista cubierta

- 2.40 cm (indoors in Madrid/P, ESP - 6/3-2005)